# Fróði
Fróði (dall'antico norreno Fróðr) o Froda (antico inglese) è il nome di diversi re leggendari danesi citati in vari testi tra i quali l'Edda in prosa e la Saga degli Ynglingar di Snorri Sturluson, il Beowulf, le Gesta Danorum di Saxo Grammaticus e il Gróttasöngr.

## IlGróttasöngr
Nel Gróttasöngr viene citato un Fróði figlio di Fridleif figlio di Skjöld nel cui idromele re Fjölnir annegò (secondo la Saga degli Ynglingar). In quest'opera e nello Skáldskaparmál Snorri Sturluson dice Fróði contemporaneo di Augusto e commenta la pace che perdurò durante il suo regno suggerendo un collegamento con la nascita di Gesù. Sebbene le fonti islandesi indichino che Fróði fu un re molto antico, nel 5° libro delle Gesta Danorum Saxo lo colloca relativamente tardi, pur confermando la contemporaneità con Augusto e Gesù.

## LaSaga degli Ynglingare leGesta Danorum
Secondo la Saga degli Ynglingar e le Gesta Danorum Fróði fu il padre di Halfdan; perciò queste due opere lo collocano nel V-VI secolo. Sembra essere lo stesso re che più tardi nella Saga degli Ynglingar aiutò il re svedese Egil (Ongenþeow) a sconfiggere un thrall (lett. "servitore") detto Tunni. Per questo Egil e suo figlio Ottar (Ohthere) divennero tributari del re danese.
Le Gesta Danorum inoltre riportano i nomi di sei Frotho, latinizzazione di Fróði:
- Frotho I
- Frotho II
- Frotho III
- Frotho IV
- Frotho V
- Frotho VI

## IlBeowulf
Nel Beowulf un certo Froda (Fróði) è detto essere il padre di Ingeld (Ingjald) e re degli Heaðobard; non c'è traccia dell'esistenza degli Heaðobard nelle fonti norrene e questo Fróði appare talvolta come il fratello di Halfdan, mentre l'ostilità tra Danesi ed Heaðobard diventa una faida tra i due in cui Fróði uccide Halfdan e viene ucciso dai due nipoti, Helgi (Halga) e Hroar (Hroðgar): questa storia è riportata per esempio nella Hrólfs saga kraka ok kappa hans. Nel riassunto della perduta Saga degli Skjöldungar di Arngrímur Jónsson è riportata la stessa storia, con la differenza che i nomi Fróði e Ingjald sono scambiati. Saxo Grammaticus nel 6° libro parla di questo Fróði come un re leggendario molto posteriore, figlio di Fridleif e nipote del precedente Fróði; inoltre mostra di conoscere qualcosa riguardo ad una faida, ma non menziona mai Halfdan in questo frangente. Al contrario Saxo ci descrive l'uccisione di Fróði da parte dei Sassoni e ci dice che, dopo un matrimonio di convenienza fra il figlio Ingel e una principessa sassone per far cessare la faida, Ingel la riaccese sotto le pressioni di un vecchio guerriero, proprio come nel Beowulf.

## Nomi moderni
Il nome Fróði (intelligente, astuto) è ancora utilizzato in islandese e faroese e appare nelle forme latinizzate Frotho e Frodo; anglicizzazioni sono Frode, Fródi, Fróthi e Frodhi; Frode appare anche in danese, norvegese e svedese (vedi qui).
Il numero di uomini con il nome Frode in Scandinavia è:
- Norvegia: 11.500
- Danimarca: 5.700
- Svezia: 278 ().

Tolkien, il celebre scrittore e studioso di lingue germaniche e antichi miti, ha utilizzato il nome di Frodo per uno dei protagonisti del romanzo "Il Signore degli Anelli"; in lingua Ovestron il nome rimane immutato (con desinenza -a finale), tuttavia nelle sue traduzioni in lingua moderna Tolkien ha usato la desinenza generale -o, per rendere i nomi più simili e coerenti con le lingue moderne.